# Roberto Carlos Cortés
Roberto Carlos Cortés Restrepo (Medellín, 20 de junho de 1977) é um futebolista colombiano.

## Carreira
Cortés integrou a Seleção Colombiana de Futebol na Copa América de 1999 e 2001.

## Títulos

### Seleção da Colômbia
- Copa América: 2001.